# المپیک تابستانی جوانان ۲۰۱۰
المپیک تابستانی جوانان ۲۰۱۰ که صورت رسمی با عنوان بازی‌های المپیک تابستانی جوانان ۲۰۱۰ سنگاپور (به انگلیسی: Singapore 2010 Youth Olympic Games) یاد می‌شود و مختصراً آن را به عنوان YOG یاد می‌کنند، رویداد چندورزشی بین‌المللی برای جوانان بود که در دولت‌شهر سنگاپور از ۱۴ الی ۲۶ اوت ۲۰۱۰ انجام شد. این رویداد اولین رویداد المپیک تابستانی جوانان بود و قرار است که هر چهار سال یکبار همانند بازیهای المپیک اجرا شود. در تعداد ۳٬۵۳۱ ورزشکار بین سنین ۱۴ الی ۱۸ از ۲۰۴ کمیسیون ملی المپیک در ۲۰۱ رویداد و ۲۶ ورزش با یکدیگر مسابقه دادند. تصمیم برای میزبانی سنگاپور در ۲۱ فوریه ۲۰۰۸ بعد از رأی‌گیری در بین ۱۰۵ عضو کمیته بین‌المللی المپیک اعلام شد.
اولین مدال طلای این مسابقات به جوان ۱۸ ساله ژاپنی «یوکا ساتو» (به انگلیسی: Yuka Sato) در رشته تریاتلون داده شد. اولین مدال سنگاپور به عنوان میزبان در این مسابقات مدال برنز بود که توسط جوان ۱۷ ساله، «داریل تان» (به انگلیسی: Daryl Tan) در رشته تکواندو اخذ شد. بزرگترین مدال‌هایی که سنگاپور به دست آورد، دو مدال نقره توسط «رینر نگ» در شنا و «ایزابل لی» در تنیس روی میز در تاریخ‌های ۱۸ و ۲۳ اوت بودند. برای رویداد ترکیب شده کمیته بین‌المللی المپیک، اولین مدال طلا به تیم اروپا ۱، شامل «یانا اگورین» از روسیه و «مارکو فیچرا»، «کامیلیا مونسینی»، «لئوناردو آفده»، «آلبرتا سنتوچیو» و «ادواردو لوپری» از ایتالیا، که رقابت‌های تیمی را در شمشیربازی برنده شده بودند اعطا شد.
ایران در این مسابقات با به دست آوردن ۲ مدال طلا، ۲ نقره و ۱ برنز رتبه ۲۶ را در میان ۸۴ کشور شرکت‌کننده کسب کرد. تیم فوتبال دختران ایران نیز که پس از انقلاب برای نخستین بار در یک تورنومنت بین‌المللی شرکت می‌کرد چهارم شد.